# Alexandra Fjodorowna Salnikowa
Alexandra Fjodorowna Salnikowa (russisch Александра Фёдоровна Сальникова; * 28. April 1900 in Charkiw, Russisches Kaiserreich; † 13. Mai 1975 in Moskau) war eine sowjetische Theater- und Film-Schauspielerin.

## Laufbahn
Alexandra Salnikowa wurde in eine Schauspielerfamilie geboren, sowohl ihr Vater Fjodor Stepanowitsch Salnikow (1876–1940) wie auch die Mutter Anna Nikiforowna (* 1880) waren Theaterdarsteller.
Die junge Alexandra besuchte ab 1909 das Erste Charkiwer Frauengymnasium und studierte ab 1918 Schauspiel bei Michail Michailowitsch Tarchanow, dem jüngeren Bruder von Iwan Moskwin. Nach ihrem Abschluss im Jahr 1920 schloss sie sich dem Theater ihrer Geburtsstadt an und trat dort für vier Spielzeiten auf. Es folgten Engagements in Rostow am Don, am Russischen Theater Dagestans in Wladikawkas und in Machatschkala, bis Salnikowa 1927 vom Bakuer Arbeitertheater, dem späteren Aserbaidschanischen Staatstheater des Russischen Dramas, verpflichtet wurde. Salnikowa entwickelte sich in der aserbaidschanischen Hauptstadt zum großen Publikumsliebling, auch Michail Scharow lobte ihr Schaffen in seiner Autobiografie. Der Erfolg brachte der jungen Darstellerin 1931 einen Vertrag beim Moskauer Dramatheater ein, nach dessen Schließung sie 1933 dem Zweiten Moskauer Künstlertheater beitrat, das aber ebenfalls drei Jahre später aufgelöst wurde. Danach erhielt sie ein Engagement beim Maly-Theater, das mehr als drei Jahrzehnte währen sollte. Hier trat Salnikowa in diversen populären Stücken auf, u. a. Der Abgrund, Ein heißes Herz und Armut ist kein Laster von Alexander Ostrowski, Partisanen in den Steppen der Ukraine von Oleksandr Kornijtschuk, Дети Ванюшина (Deti Wanjuschina) von Sergei Alexandrowitsch Naidjonow, Gogols Der Revisor, На белом свете von Pawel Filippowitsch Nilin, Moskauer Charakter von Anatoli Sofronow, Tolstois Der lebende Leichnam und in einer Adaption von Jahrmarkt der Eitelkeit. Aufgrund schwindender Angebote trat sie im Mai 1970 in den Ruhestand ein.
Ihre ersten Filmrollen gab Salnikowa in Честь (Tschest, 1938), Boris Barnets Komödie Старый наездник (Stary najesdnik, 1940) und als Mutter Mascha in Небо Москвы (Nebo Moskwy, 1944). Auf die Statistenrolle in Die steinerne Blume (1946) folgte eine mehrjährige Filmpause. 1954 war Salnikowa in Золотые яблоки (Solotyje jabloki) wieder auf der Leinwand zu sehen, zwei Jahre später folgte eine Bühnenaufzeichnung des Stückes Крылья (Krylja) von Oleksandr Kornijtschuk, die sowohl im Fernsehen wie auch im Kino gezeigt wurde. In Две жизни (Dwe schisni, 1961) und Iskra Leonidowna Babitschs Drama Половодье (Polowodje, 1962) gab Salnikowa ihre letzten Spielfilmrollen. Danach war sie bis 1970 nochmals in drei Bühnenaufzeichnungen zu sehen, darunter als Hauptdarstellerin in Скучная история. Из записок старого человека (Skutschnaja istorija. Is sapisok starogo tscheloweka, 1968), einer Adaption von Anton Tschechows Erzählung Eine langweilige Geschichte.
Sie war Trägerin der Titel Verdiente Künstlerin der Aserbaidschanischen SSR und Verdiente Künstlerin der RSFSR (1949).

## Privates
Salnikowa war mit David Wladimirowitsch Kalantarow (* 1902), dem Direktor des staatlichen Energiekonzerns Госэнергоиздат (Gosenergoisdat), verheiratet. 1936 wurde ihr gemeinsamer Sohn Alexander geboren.
Sie starb kurz nach ihrem 75. Geburtstag und wurde auf dem Kusminski-Friedhof beigesetzt.

## Filmografie
- 1938: Честь (Tschest)
- 1940: Старый наездник (Stary najesdnik)
- 1944: Небо Москвы (Nebo Moskwy)
- 1946: Die steinerne Blume (Kamenny zwetok)
- 1954: Золотые яблоки (Solotyje jabloki)
- 1956: Крылья (Krylja) (Fernsehspiel)
- 1961: Две жизни (Dwe schisni)
- 1962: Половодье (Polowodje)
- 1968: Большая капелла (Bolschaja kapella) (Fernsehspiel)
- 1968: Скучная история. Из записок старого человека (Skutschnaja istorija. Is sapisok starogo tscheloweka) (Fernsehspiel)
- 1970: На берегу Невы (Na beregu Newy) (Fernsehspiel)